# Fiskdamm (Färingtofta socken, Skåne, 621989-135198)
Fiskdamm är en sjö i Klippans kommun i Skåne och ingår i Rönne ås huvudavrinningsområde. Sjön har en area på 0,0909 kvadratkilometer och ligger 84 meter över havet.

## Delavrinningsområde
Fiskdamm ingår i det delavrinningsområde (621516-134740) som SMHI kallar för Mynnar i Rönne å. Medelhöjden är 89 meter över havet och ytan är 41,06 kvadratkilometer. Det finns ett avrinningsområde uppströms, och räknas det in blir den ackumulerade arean 57,73 kvadratkilometer. Klingstorpabäcken som avvattnar avrinningsområdet har biflödesordning 2, vilket innebär att vattnet flödar genom totalt 2 vattendrag innan det når havet efter 61 kilometer. Avrinningsområdet består mestadels av skog (71 procent) och jordbruk (17 procent). Avrinningsområdet har 0,54 kvadratkilometer vattenytor vilket ger det en sjöprocent på 1,3 procent.